# Лакомте, Михаил Алексеевич
Михаил Алексеевич Лакомте (1831—1908) — русский педагог.

## Биография
Родился в Москве 12 (24) октября 1831 года. Его отец, Алексей Иванович Лакомте, был учителем французского языка и надзирателем Московского камер-училища.
Детство провёл в Семёновском уезде Нижегородской губернии.
С 1844 года учился в 1-й Московской гимназии, которую окончил в 1850 году. Уже с 5-го класса гимназии давал частные уроки. Поступил в Московский университет, затем перешёл в Санкт-Петербургский Главный педагогический институт, который окончил с серебряной медалью и званием старшего учителя в 1855 году. Был назначен старшим учителем истории в Саратовскую гимназию. Лакомте вспоминал: «В гимназии я преподавал (в 1865 г.) всеобщую историю по учебнику Зуева (изложение исключительно фактическое, сухое, факты мало связаны между собою) и русскую историю по учебнику Устрялова (изложение цветистое, но мало знакомящее даже с самыми фактами и совсем их не уясняющее»; кроме этого он исполнял обязанности библиотекаря гимназии. Также он преподавал в нескольких женских учебных заведениях Саратова и даже в римско-католической семинарии; с 1865 года был инспектором и преподавателем педагогики и русской истории на педагогических курсах для приготовления народных учителей.
В 1868 году Лакомте отказался от должности инспектора Иркутской гимназии; летом 1869 года находился в заграничной командировке, по возвращении из которой был назначен инспектором народных училищ Саратовской губернии; с 22 августа 1870 года — инспектором Уфимской гимназии, но из-за смерти инспектора Саратовской гимназии И. Д. Веретенникова, занял с 17 октября его место.
С 16 июня 1873 года по 1884 год М. А. Лакомте занимал должность директора Саратовской гимназии. Как директор, Лакомте стремился быть в гимназии «первым между равными, не стеснять личности преподавателя, позволять преподавателям свободно высказываться в педагогических советах; в отношении учеников желал быть любящим заботливым отцом». С. Г. Ширяев в 1876 году писал: «Вообще наш незабвенный «отец-второй» добросовестно, с жаром пропагандировал социализм своим «детям» — разумеется в самом изуродованном, нелепейшем виде, но уже и за то одно спасибо ему, что направлял любопытство наше на такой диковинный предмет. Слава ему! — он достиг цели …как раз противоположной той, к какой стремился: «пагубные лжеучения» так основательно засели в гимназии, что выкурить их оттуда теперь мудрено». Во время инспекторства и директорства в Саратовской гимназии он преподавал латинский, греческий и русский языки, историю и географию, а также из-за отсутствия преподавателя — французский язык.
С 17 августа 1870 года состоял в чине статского советника. Был награждён орденами: Св. Станислава 2-й ст. с императорской короной, Св. Анны 2-й ст. (1874), Св. Владимира 4-й ст. (1878). В 1884 году был вынужден подать в отставку — как вспоминал Лакомте: «случилась печальная история».
Некоторое время преподавал французский язык в Москве, а с 23 октября 1885 года — историю и географию в реальном училище Иваново-Вознесенска, а также в женской гимназии. Выйдя в отставку, жил в Муроме.
Был членом Нижегородской учёной архивной комиссии. Также с 3 мая 1895 года состоял действительным членом Саратовской учёной архивной комиссии.
Умер 12 (25) марта 1908 года.